# Geschichte des Kantons Waadt
Die Geschichte des Kantons Waadt umfasst die Entwicklungen auf dem Gebiet des schweizerischen Kantons Waadt von der Urgeschichte bis zur Gegenwart.

## Helvetische und römische Zeit

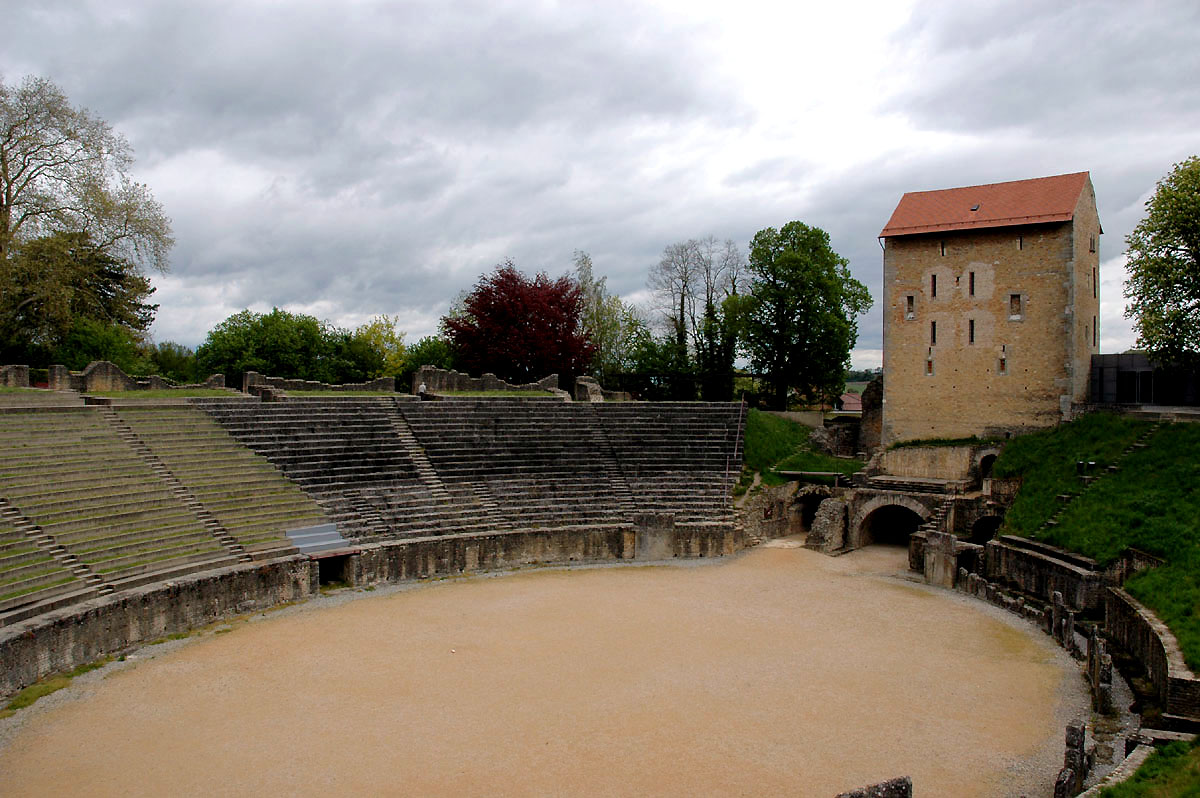
Römisches Amphitheater in Avenches

In prähistorischen Zeiten bildeten sich erste Siedlungen an den Ufern des Genfersees und zu keltischen Zeiten liessen sich auf dem Boden des heutigen Kantons Waadt die Helvetier nieder. Unter Julius Caesar wurde Helvetien 58 v. Chr. unterworfen und seitdem war die Gegend von den Römern beherrscht. Aventicum (Avenches), Viviscus (Vevey), Noviodunum (Nyon), Eburodunum (Yverdon) und Lausonium/Lausonna (Lausanne) sowie weitere Waadtländer Ortschaften waren römische Städte.
Heute findet man römische Spuren vor allem in Avenches und dessen Umgebung. Avenches war unter Kaiser Vespasian eine Kolonie geworden.

## Mittelalter

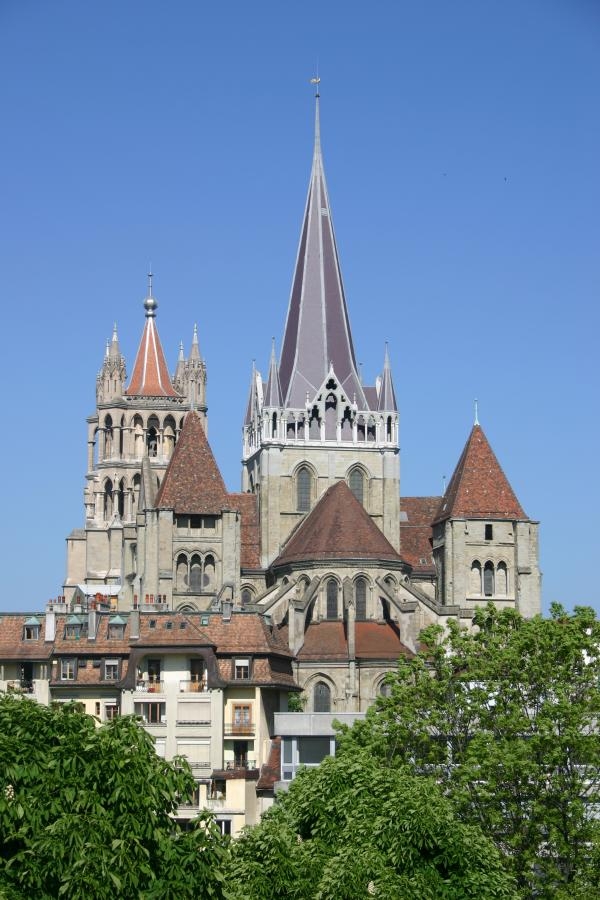
Kathedrale Notre-Dame in Lausanne

Schon 260 wurde Avenches von den Alemannen zerstört, und um 470 besetzten die Burgunden das Land, mit denen es 534 unter fränkische Herrschaft kam. Unter dieser bildete die Waadt mit Neuenburg und einem Teil des heutigen Kantons Freiburg die seit 766 urkundlich erwähnte große Grafschaft Waldgau (pagus Waldensis), woher der französische Name Vaud und der deutsche Name Waadt kommen. 888 wurde die Waadt unter den Karolingern ein Bestandteil des neuburgundischen Reichs, mit welchem es 1032 an die Zähringer und somit an das Heilige Römische Reich fiel. Nach dem Aussterben der Zähringer kam die Waadt 1218 an Savoyen; nur Lausanne konnte als bischöfliche Stadt seine Reichsunmittelbarkeit bewahren. Infolge des Bündnisses der Herzogin Jolanthe mit Karl dem Kühnen wurde die Waadt 1475 und 1476 Hauptschauplatz der Burgunderkriege. Da Bern und Freiburg die damals eroberten Städte Murten, Grandson, Orbe und Echallens als Gemeine Herrschaften behielten, wurde die Vereinigung des Landes mit der Eidgenossenschaft angebahnt.
Vom Spätmittelalter bis zum 18. Jahrhundert fielen der Hexenverfolgung im Waadtland 1700 bis 2000 Menschen zum Opfer.

## Reformation und bernische Herrschaft

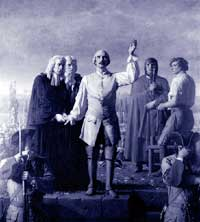
Davel vor seiner Hinrichtung, Gemälde von Charles Gleyre (1850)

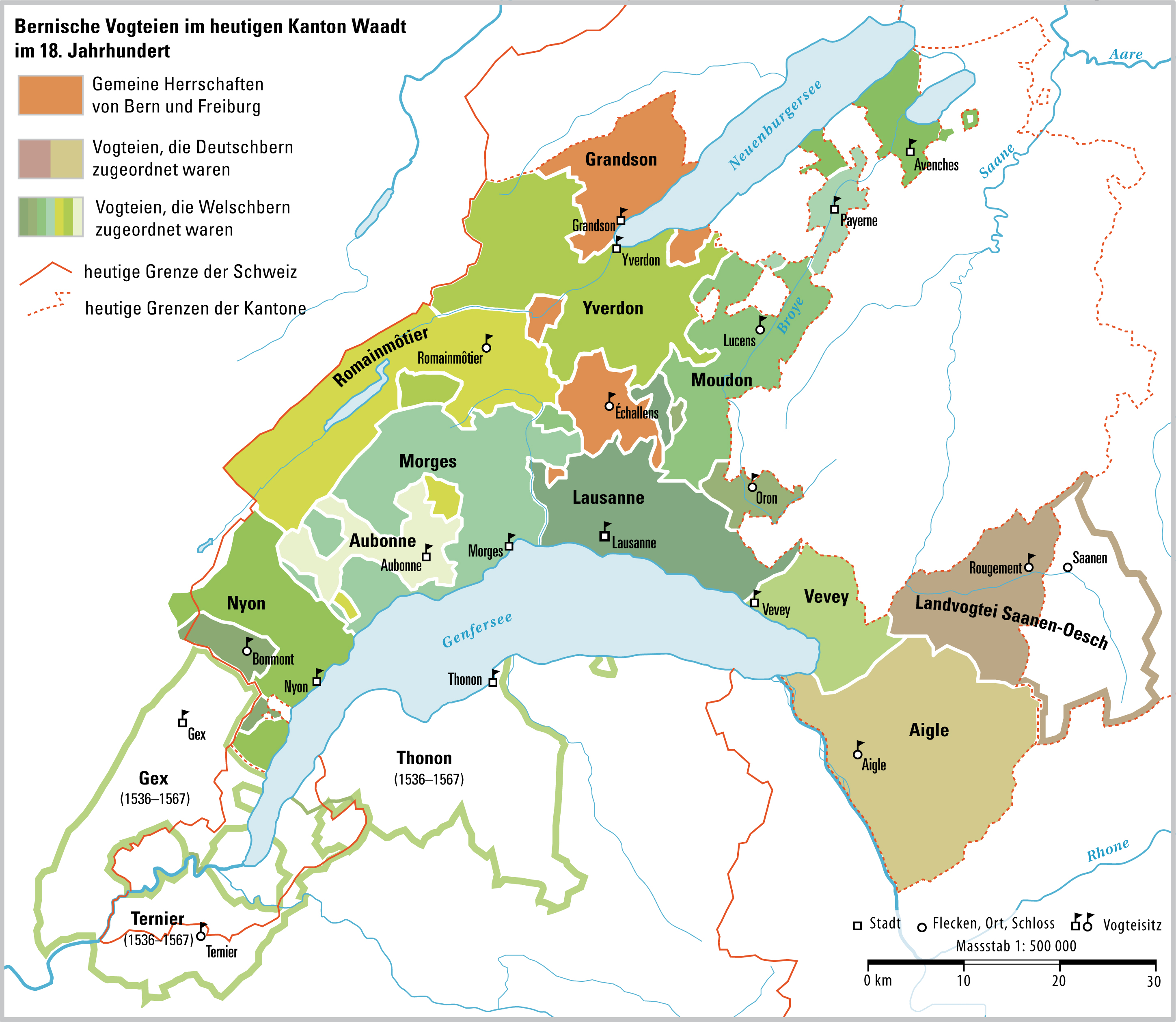
Karte der bernischen Vogteien auf dem Gebiet des heutigen Kantons Waadt

Unter Berns Schutz führten Guillaume Farel und Pierre Viret ab 1526 die Reformation in der Waadt ein. Als der Herzog von Savoyen das mit Bern verbündete Genf bedrohte, eroberten die Truppen der Stadt Bern 1536 unter dem obersten Feldhauptmann Hans Franz Nägeli zusammen mit Freiburg das savoyische Gebiet in der Waadt vollständig. Auch Lausanne, obwohl Reichsstadt und seit 1525 mit Bern verbündet, musste der Besatzungsmacht huldigen. Im Vertrag zu Lausanne vom 30. Oktober 1564 trat Herzog Emmanuel Philibert von Savoyen die Waadt förmlich an Bern ab, das indessen andere 1536 eroberte Gebiete an Savoyen zurückgeben musste.
Während der bernischen Herrschaft erlebte die Waadt eine relativ friedliche Zeit; eine Ausnahme bildet ein Aufstand unter Major Davel, der von den Bernern am 24. April 1723 als Aufrührer hingerichtet wurde und in der Waadt als Volksheld gilt.

## DieRévolution vaudoise
Im Januar 1798, als die Alte Eidgenossenschaft zusammenbrach und die französischen Truppen näher kamen, gab es in der Waadt eine kleine Revolution und die bernischen Landvögte, welche die „LL. EE. de Berne“ („Leurs Excellences de Berne“) vertraten, wurden zurück nach Hause geschickt und die République lémanique ausgerufen. Die Révolution vaudoise wird heute noch am 24. Januar meistens mit Bernerplatte und Sauerkraut gefeiert.

## Kantonsgründung
Mit dem endgültigen französischem Einmarsch im April 1798 wurde in der Helvetik aus der Waadt und Genf der neugeschaffene Canton du Léman gebildet. Trotz des Aufstandes der Bourla-Papey gegen die Grund- und Bodenabgaben im Frühling 1802 war der Kanton Léman während des Zusammenbruchs der Helvetischen Republik im Herbst desselben Jahres die letzte Machtbasis der Regierung. 1803 wurde die Waadt durch die Mediationsakte von Napoléon Bonaparte zusammen mit den Kantonen Thurgau, St. Gallen, Aargau, Graubünden und Tessin selbstständig. Damit tritt sie auch in den Bund ein. Bis zum am 17. April 1825 zwischen den Kantonen Aargau, Basel, Bern, Freiburg, Solothurn und Waadt geschlossenen Münzvertrag, prägte Waadt eigene Münzen (100 Rappen = 10 Batzen = 1 Franc).

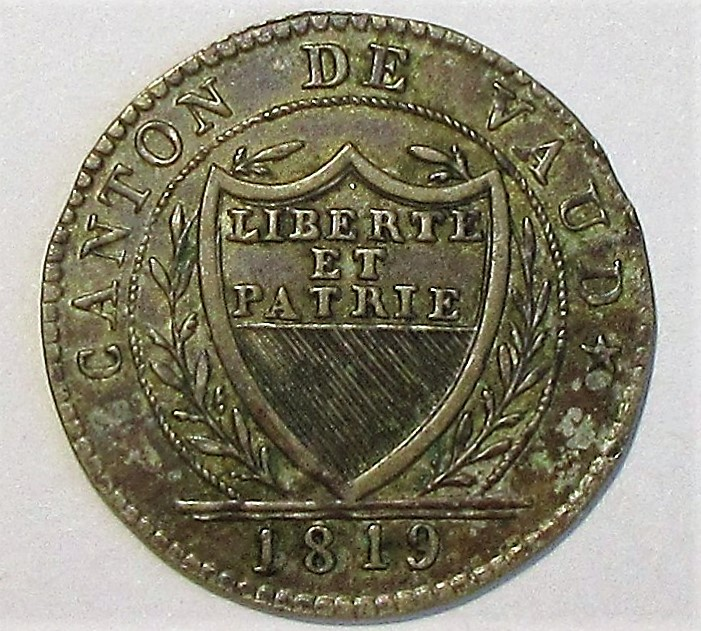
Wappenseite einer Batzenmünze für Waadt, Jahr 1819

## Verfassung und Sonderbundskrieg

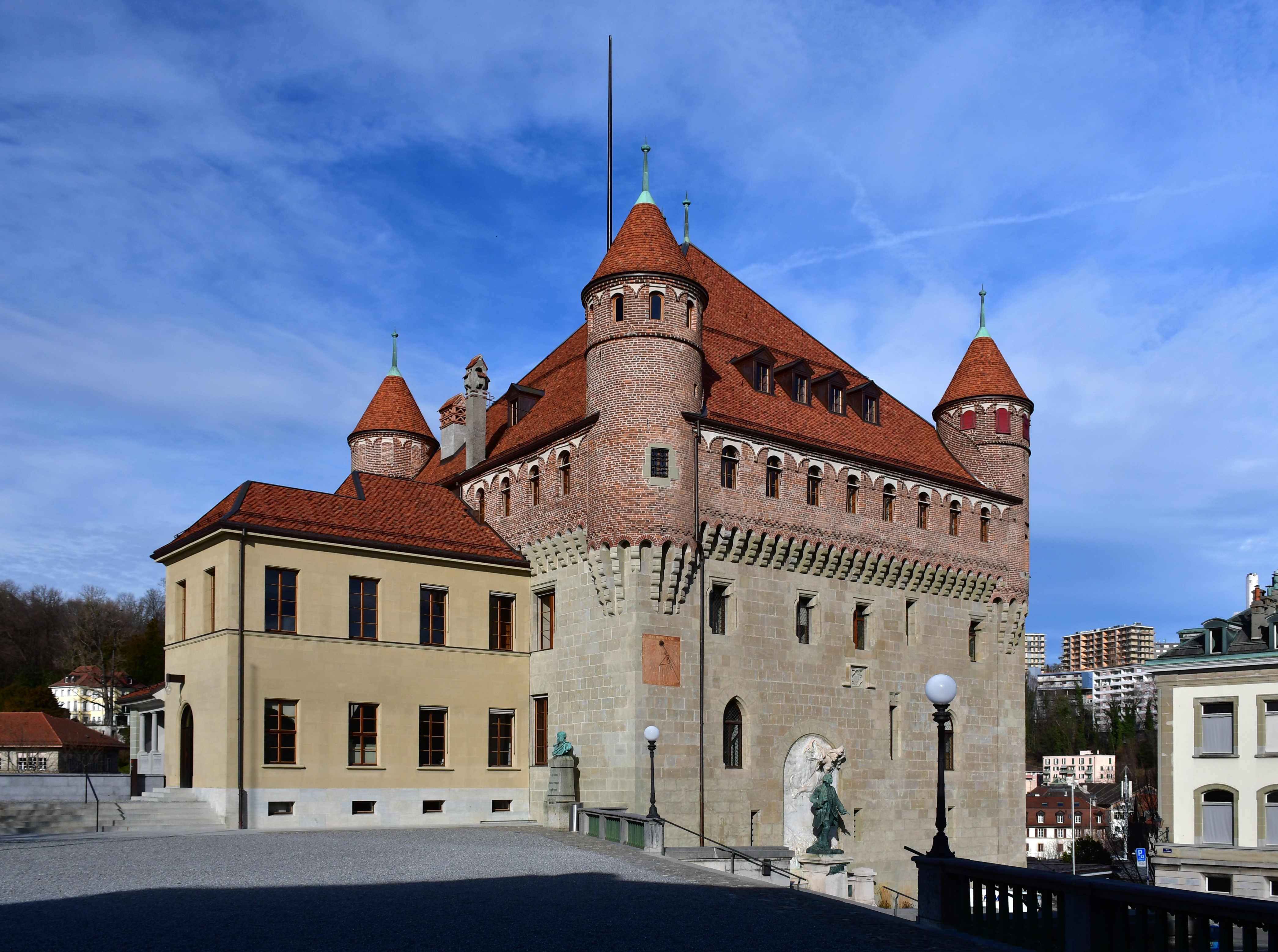
Le Château Saint-Maire, Sitz des Conseil d’État des Kantons Waadt

Der neue Kanton konnte seine Selbständigkeit auch in den Restaurationsjahren nach 1814 behaupten, wobei die repräsentative Demokratie jedoch durch komplizierte Wahlformen einer Oligarchie angenähert wurde.
Am 17. Dezember 1830 nötigte das in Lausanne zusammengeströmte Volk den Großen Rat zur Einberufung eines Verfassungsrats. Es wurden das allgemeine Stimmrecht und unmittelbare Wahlen eingeführt und am 25. Mai 1831 vom Volke genehmigt. Die doktrinäre Haltung der Behörden in der Jesuitenfrage rief am 14. und 15. Februar 1845 eine neue Erhebung hervor, die den Staatsrat und Großen Rat zur Abdankung zwang und die Verfassung durch Verkürzung der Amtsdauern, Einführung des fakultativen Referendums etc. in demokratischem Sinn modifizierte. Im Sonderbundskrieg 1847 war die Waadt dann auf der Seite der Gegner der katholischen Bewegung.

## Die Gründung derÉglise évangélique libre du Canton de Vaud

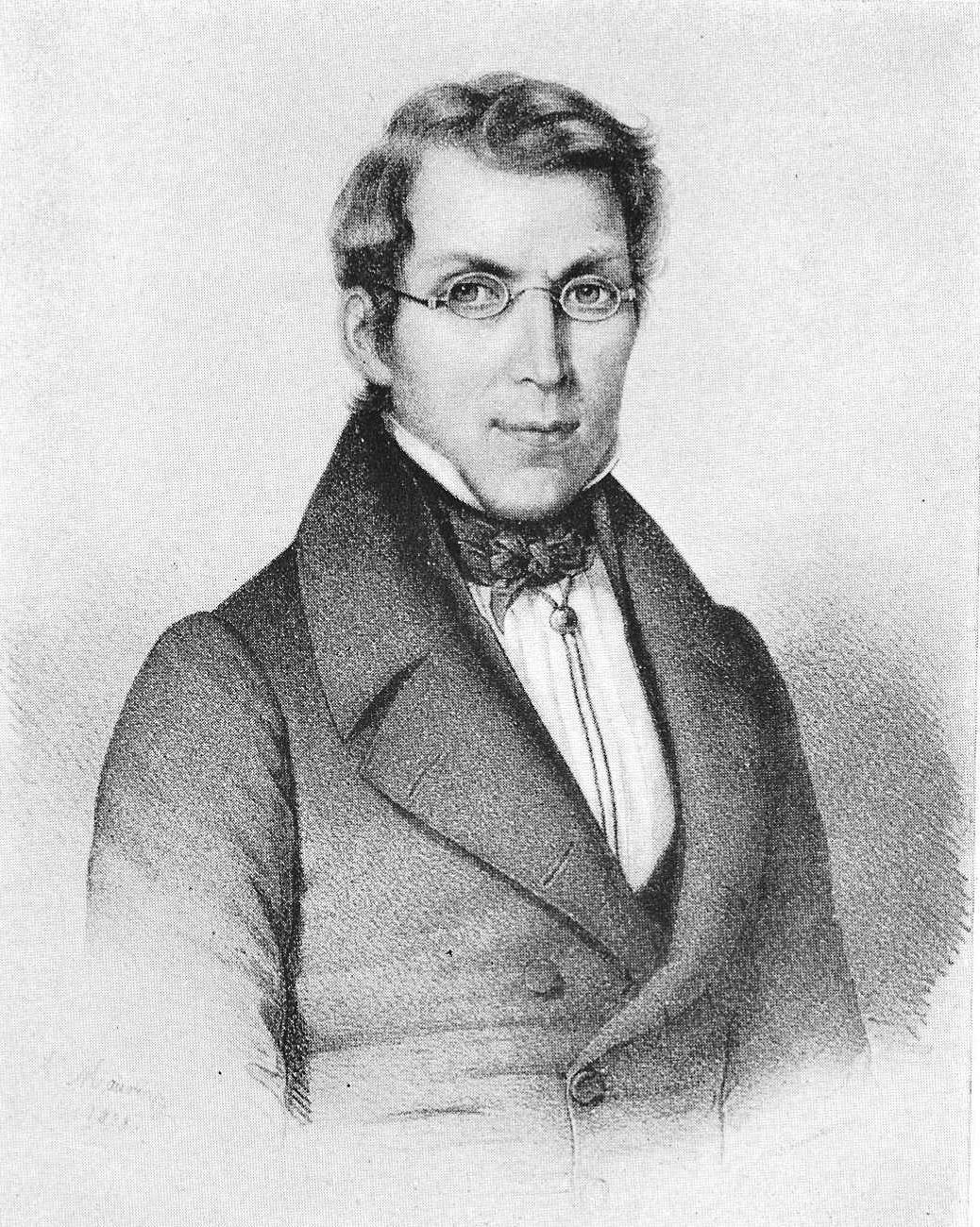
Alexandre Vinet

Vor der kantonalen Volksabstimmung über die neue Verfassung verweigerten 40 Pfarrer eine staatsrätliche Anordnung vom August 1845. Diese sah vor, dass sie von den Kanzeln eine Proklamation der neuen Staatsregierung hätten verlesen müssen. Einige Pfarrer überliessen das Vorlesen des Textes den Lehrern. Die 40 Pfarrer wurden mit Suspension bestraft. Darauf reichten 184 Geistliche ihre Demission ein und gründeten – nach dem Vorbild der 1843 in Schottland vollzogenen Abspaltung der Free Church of Scotland von der Staatskirche – unter der Leitung von Alexandre Vinet und Charles Monnard eine vom Staat getrennte Freie Kirche (Église libre évangélique). Die demissionierenden Pfarrer stellten über die Hälfte des Waadtländer Ministeriums und viele von ihnen waren mindestens in politischer Hinsicht liberal geprägt. Die Mehrheit der Gemeinde-Mitglieder verblieb in der Staatskirche. Viele von diesen störten sich am als methodistisch empfundenen Charakter der pietistischen Frömmigkeitskultur. Die Waadtländer Kirche wurde von vielen als Heimat empfunden, auch wegen ihrer Rolle während der Berner Besatzungszeit.
Die Freie Kirche wurde durch den von Henri Druey geleiteten radikalen Staatsrat bedrängt. Die Staatsregierung wollte eine demokratische, egalitäre Volkskirche, die an den Staat angebunden ist. Die neue Verfassung sah keine Freiheit für Freikirchen vor, was in der stark bäuerlich und pietistisch geprägten Waadtländer Bevölkerung als fremd empfunden wurde. Zudem entliess die Regierung Lehrer und Professoren, die einen freikirchlichen Gottesdienst besuchten. In Lausanne ordnete der Staatsrat unter Androhung von physischer Gewalt die Zerschlagung der Freikirche in 10 bis 15 kleine Versammlungen an.
Die Freie Kirche konstituierte sich 1847 definitiv und sammelte viele von den bisherigen aktiven Kirchgängern der Staatskirche in rund 50 freien Gemeinden und 3400 Mitgliedern. Ihre Entstehung wurde ermutigt durch die Vorgänge, welche 1843 zur Bildung der Free Church of Scotland führten. Ein Teil der Professorenschaft und die Mehrheit der Theologie-Studenten verliessen als logische Konsequenz auch die staatliche Akademie. Am 10. November 1846 gründeten Delegierte von 33 Kirchgemeinden in Lausanne eine eigene Synode. Am 18. November 1847 entstanden als Folge eigene theologische Ausbildungsstätte.
Am 24. November 1847 verbot der Staatsrat diktatorisch den Besuch von religiösen Versammlungen ausserhalb der Staatskirche unter Androhung von Gewalt und strafrechtlicher Verfolgung. Die britische Evangelische Allianz wurde zugunsten der verfolgten Christen in der Waadt aktiv. Aus Schottland kamen Geldspenden und den USA gab es Briefe an den Staatsrat. Am 28. März 1848 hatte der Staatsrat das Dekret nochmals verschärft. Im kantonalen Spital wurden sogar die christlichen Traktate aus der Bibliothek entfernt, wie Lindemann berichtet. Nur ein Drittel der Mitglieder des Grossen Rates (Parlament) war im Mai 1848 gegen die Religionspolitik des Staatsrates. Am 7. Juni 1849 verbot der Grosse Rat alle religiösen Versammlungen ausserhalb der Staatskirche, mit Ausnahme von Familien-Zusammenkünften. 1851 wurde die Religionsfreiheit faktisch wiederhergestellt. 1859 erfolgte die Aufhebung des Versammlungs-Verbotes.
1861 vereinten sich auf politischer Ebene Konservative und Ultraradikale, um durch eine Verfassungsrevision die aus Drueys Gesinnungsgenossen bestehende Regierung zu stürzen und dem Zwang gegen die Freie Kirche ein Ende zu machen, ohne dass das neue, am 15. Dezember jenes Jahres angenommene Grundgesetz die Verfassung wesentlich verändert hätte. Ab 1863 war die Staatskirche nicht mehr den politischen Behörden unterstellt. Es wurden Kirchgemeinderäte und eine Synode eingerichtet.
1966 wurde die EEL mit der Landeskirche wiedervereinigt.

## Von 1874 bis heute

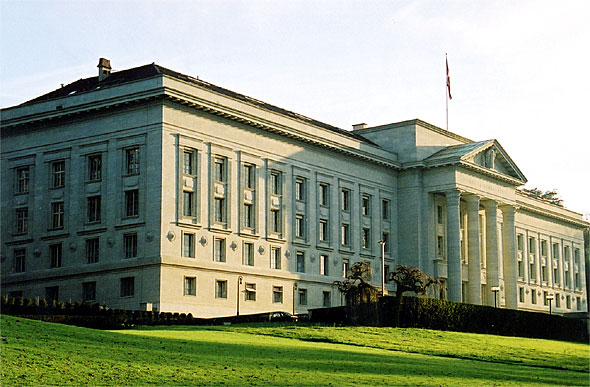
Das Gebäude des Schweizerischen Bundesgerichts in Lausanne

Im Juni 1874 bestimmte die Schweizerische Bundesversammlung Lausanne zum Sitz des durch die neue Verfassung permanent gewordenen Bundesgerichts.
In die Waadtländer Verfassung von 1885 wurden letztmals am 14. April 2003 wesentliche Änderungen aufgenommen. Mit dieser Revision führte der Kanton Waadt als erster Schweizer Kanton ein permanentes Regierungspräsidium mit eingeschränkter Richtlinienkompetenz ein.
Aus der Ecole polytechnique de l’Université de Lausanne wurde 1968 die Ecole polytechnique fédérale de Lausanne.